# Michael Stean
Michael Francis Stean (Londra, 4 settembre 1953) è uno scacchista britannico.
Nel 1977 diventò il terzo Grande maestro inglese.
Partecipò con l'Inghilterra a cinque Olimpiadi degli scacchi dal 1974 al 1982.

Alle olimpiadi di Haifa 1976 vinse la medaglia d'oro individuale in quarta scacchiera e la medaglia di bronzo di squadra.
Principali risultati di torneo:
- 1974:  pari primo con George Botteril nel Campionato britannico;[3]
- 1976:  pari secondo a Montilla, dietro a Karpov;
- 1977:  terzo a Montilla, dietro a Gligorić e Kavalek;
- 1977:  pari secondo a Londra, dietro a Hort;
- 1977:  primo a Vršac;
- 1978:  primo a Smederevska Palanka;
- 1982:  primo a Beersheba.

Nel 1982, all'età di 29 anni, si ritirò dagli scacchi e da allora svolge la professione di contabile tributario.
Ha raggiunto il rating FIDE più alto in gennaio 1979, con 2540 punti Elo.